# Phare de Kvitsøy
Le phare de Kvitsøy (en norvégien : Kvitsøy fyr)  est un feu côtier situé dans la commune de Kvitsøy, dans le Comté de Rogaland (Norvège). Il est géré par l'administration côtière norvégienne (en norvégien : Kystverket).
Le phare est classé patrimoine culturel par le Riksantikvaren depuis 1998 .

## Histoire
Le premier phare sur le site a été établi en 1700, et le phare actuel a été construit en 1829. Il est situé sur le côté ouest du village de Ydstebøhamn sur l'île de Kvitsøy. Le phare marque l'entrée de l'immense Boknafjord, la principale voie de navigation vers la ville de Stavanger et l'intérieur du comté de Rogaland.
Le phare de 1700, alimenté au charbon, était une nacelle pivotante qui était élevée à 6 mètres du sol. Le seau contenait 170 litres de charbon soit une consommation de 70 tonnes par an.
Le phare de 1829 ne mesurait que 18 m à l'origine. La tour a été agrandie de 8 m en 1959 et a pris 2 m de plus quand elle a été équipée d'une lanterne avec une lentille de Fresnel de 2e ordre en 1910. Le phare a été automatisé en 1969, et a été classé bâtiment historique protégé en 1998. Le phare de Kvitsøy est le plus ancien phare avec une tour en pierre encore en activité en Norvège. Il est ouvert au public les dimanches d'été.

## Description
Le phare  est une tour octogonale en pierre avec un balcon et une lanterne de 27 mètres de haut. Le phare est blanc et la grande lanterne est rouge. Son feu à occultations feu isophase émet, à une hauteur focale de 45 mètres, quatre éclats blancs toutes les 40 secondes. Sa portée nominale est de 18.5 milles nautiques (environ 34 km). Il utilise toujours sa lentille de Fresnel de 2e ordre de grande luminosité.

Identifiant : ARLHS : NOR-146 ; NF-1020 - Amirauté : B3246 - NGA : 2108 .
|                      |
| Le phare (1890-1900) |

|          |
| Le phare |

### Lien connexe
- Liste des phares de Norvège